# Communauté de communes d'Entraygues-sur-Truyère
La Communauté de Communes d'Entraygues-sur-Truyère est une ancienne communauté de communes française, située dans le département de l'Aveyron.

## Territoire communautaire

### Composition
Elle était composée des communes suivantes :
| Nom                            | Code Insee | Gentilé            | Superficie (km2) | Population (dernière pop. légale) | Densité (hab./km2) |
| ------------------------------ | ---------- | ------------------ | ---------------- | --------------------------------- | ------------------ |
| Entraygues-sur-Truyère (siège) | 12094      | Entrayols          | 30,15            | 1 060 (2014)                      | 35                 |
| Espeyrac                       | 12097      | Espeyracois        | 22,28            | 238 (2014)                        | 11                 |
| Golinhac                       | 12110      | Golhinacois        | 32,41            | 368 (2014)                        | 11                 |
| Le Fel                         | 12093      |                    | 24,89            | 161 (2014)                        | 6,5                |
| Saint-Hippolyte                | 12226      | Saint-Hippolytains | 36,87            | 450 (2014)                        | 12                 |

## Administration

### Présidence
| Période | Période       | Identité              | Étiquette | Qualité                             |
| ------- | ------------- | --------------------- | --------- | ----------------------------------- |
| 2001    | 2008          | André Marty           | DVD       | Maire de Entraygues-sur-Truyère     |
| 2008    | décembre 2016 | Jean-François Albespy | DVD       | Maire de Le Fel, conseiller général |